# Hermaeophaga cicatrix
Hermaeophaga cicatrix es una especie de insecto coleóptero de la familia Chrysomelidae. Fue descrita científicamente en 1807 por Illiger.